# 保爾·漢寧森

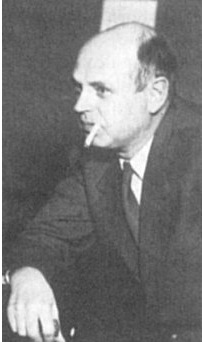
保爾·漢寧森

保爾·漢寧森（丹麥語：Poul Henningsen，1894年9月9日-1967年11月31日）是一位丹麥作家、建築師和評論家。在兩次世界大戰之間是丹麥文化生活的重要人物。在丹麥，他常被簡稱作“PH”。他最常与PH燈系列白炽灯的设计有关
。

## 早年生活與教育
保爾·漢寧森是艾格尼絲·漢寧森和卡爾·埃瓦爾德的私生子。他在一個寬容和現代式的家中度過了童年，並且時常見到來訪的著名學者。1911年至1917年間，他接受教育以成為一名建築師，但是他並沒有畢業，而是轉向發展，欲成為發明家和畫家。

## 建築與設計

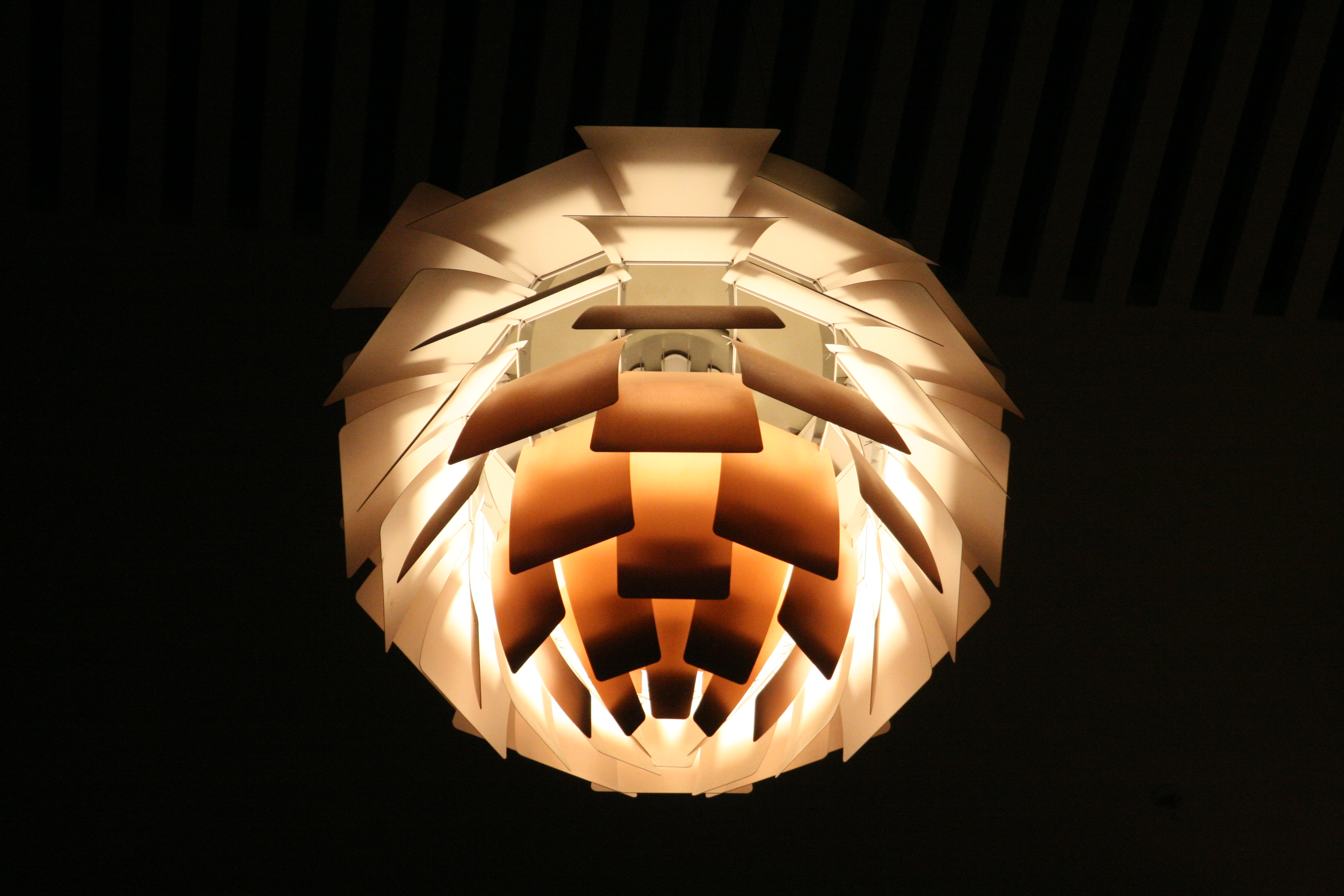
PH洋蓟燈，設計於1958年

他最突出的貢獻是關於燈的設計。20世紀20年代，他發明了PH燈，并由路易斯·鮑爾森公司生產。其中最著名的類型是PH洋蓟和PH5。這些燈的發明也給他後來的工作提供了經濟基礎。PH大鋼琴也是漢寧森的著名設計，被列入20世紀最著名的設計之一。

## 筆墨生涯
1920年代保爾·漢寧森在他的文學創作上有了突破。他負責編輯好鬥的左翼期刊“Kritisk Revy”（1926年-1928年），并和他的同事抨擊嘲諷舊時尚和文化保守主義，還將他們與政治掛鉤。同時他也開始作為一個諷刺戲劇作者讚美人類的自然行為、性開放和簡單的生活。在不拋棄諷刺戲劇的觀賞性的同時，將它作爲了政治鬥爭之用。1933年他編寫了“Hvad med Kulturen?”（文化怎麼樣？），對丹麥文化進行激進的批評，同時譴責社會民主黨人沒有一個堅定的文化概念。因為這本書他被認為是一個共產主義的同情者，不過他並沒有加入該黨。他也進行過反法西斯宣傳。

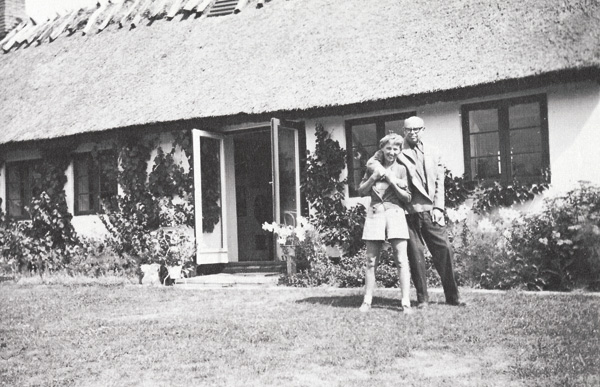
保爾和英格爾·漢寧森在他們鄉下的房子前，1958年

1935年他拍攝了《Danmarksfilmen》（意為丹麥電影），是一部低成本而且反傳統的電影，伴著爵士樂的調子描述了當代丹麥人的生活。影片飽受抨擊，不過後來被重新認定為一部經典的丹麥紀錄片。
第二次世界大戰和德據丹麥期間，他收入低微，終於在1943年逃往瑞典。戰後他與共產黨脫離了關係，原因是後者認為他對納粹存在同情並且對前蘇聯持懷疑態度。他依舊寫作、進行辯論，1960年代的新一代認為他是一個領袖。在生命的最後幾年中他成爲了丹麥學院的成員，支持消費者運動。

## 圖片

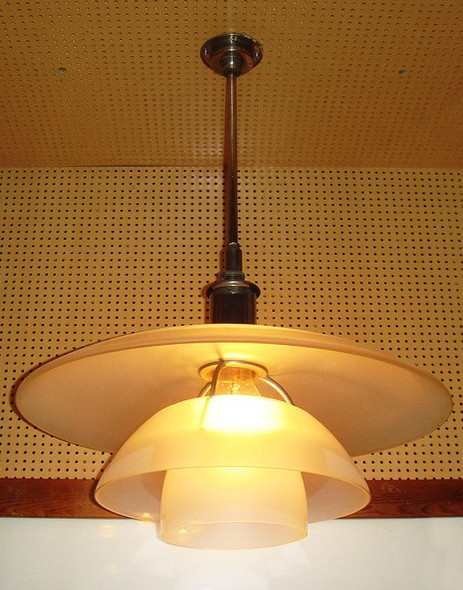
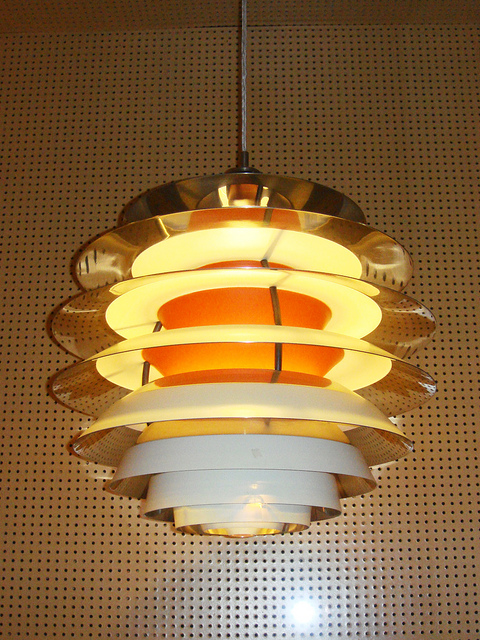
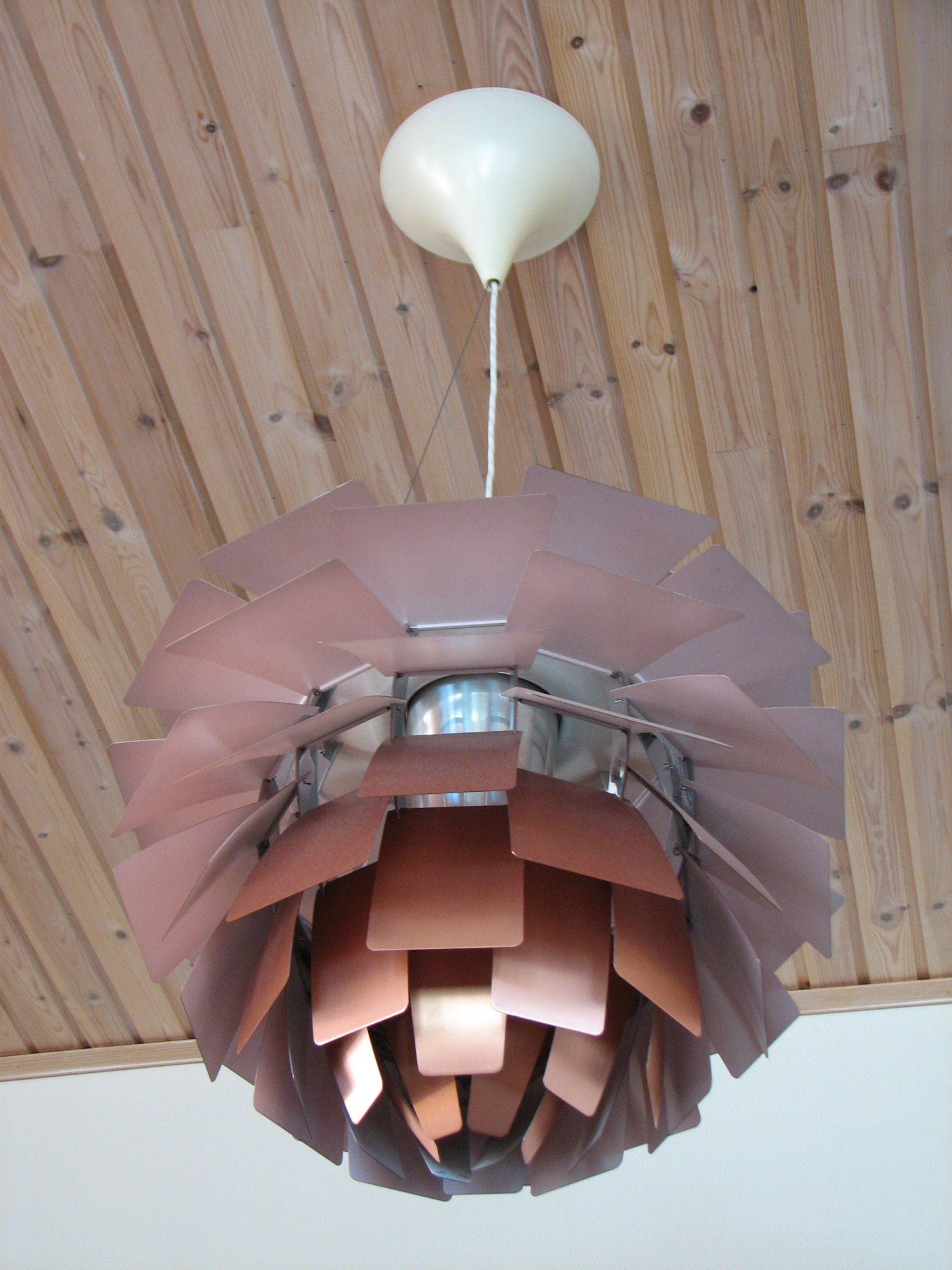
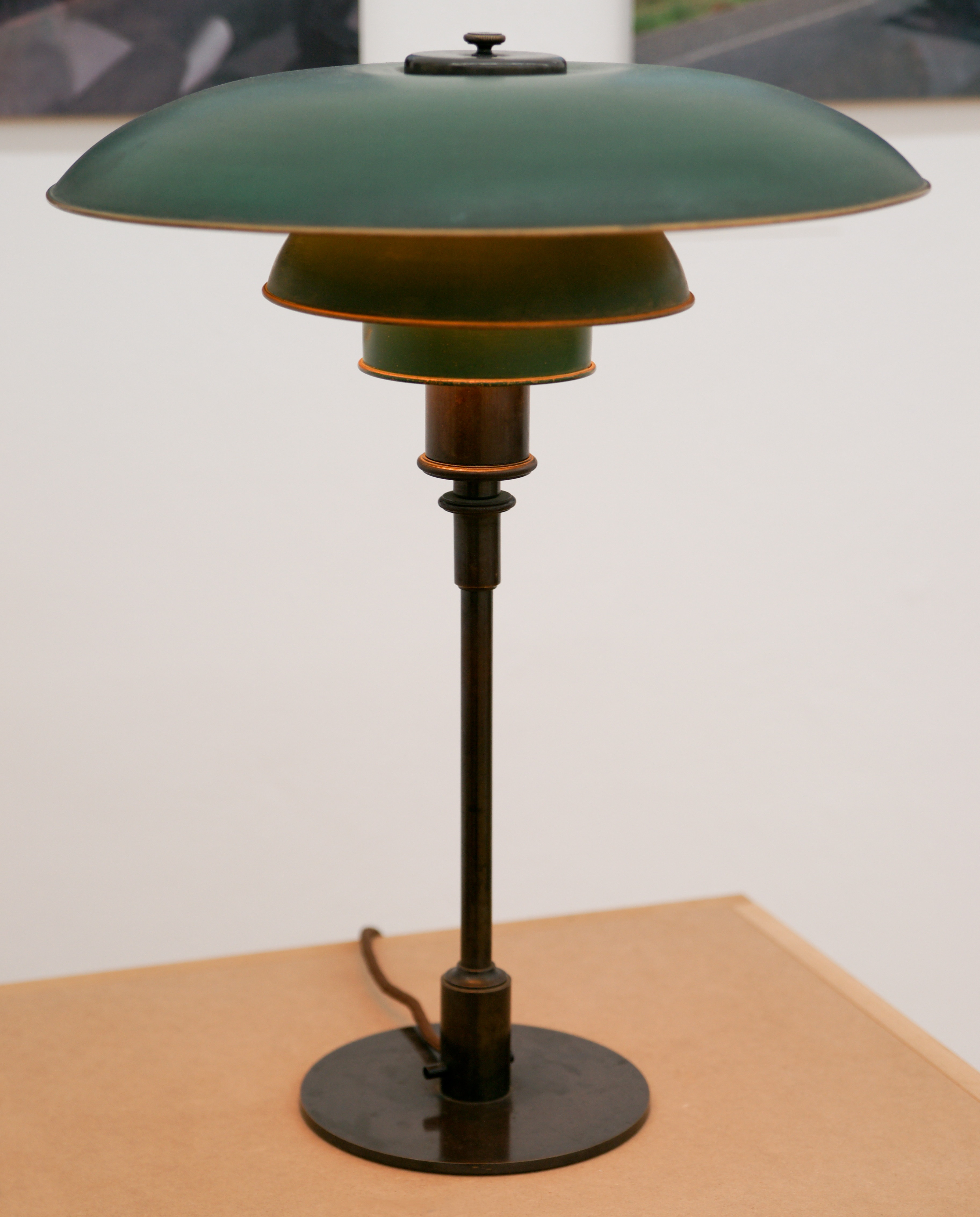
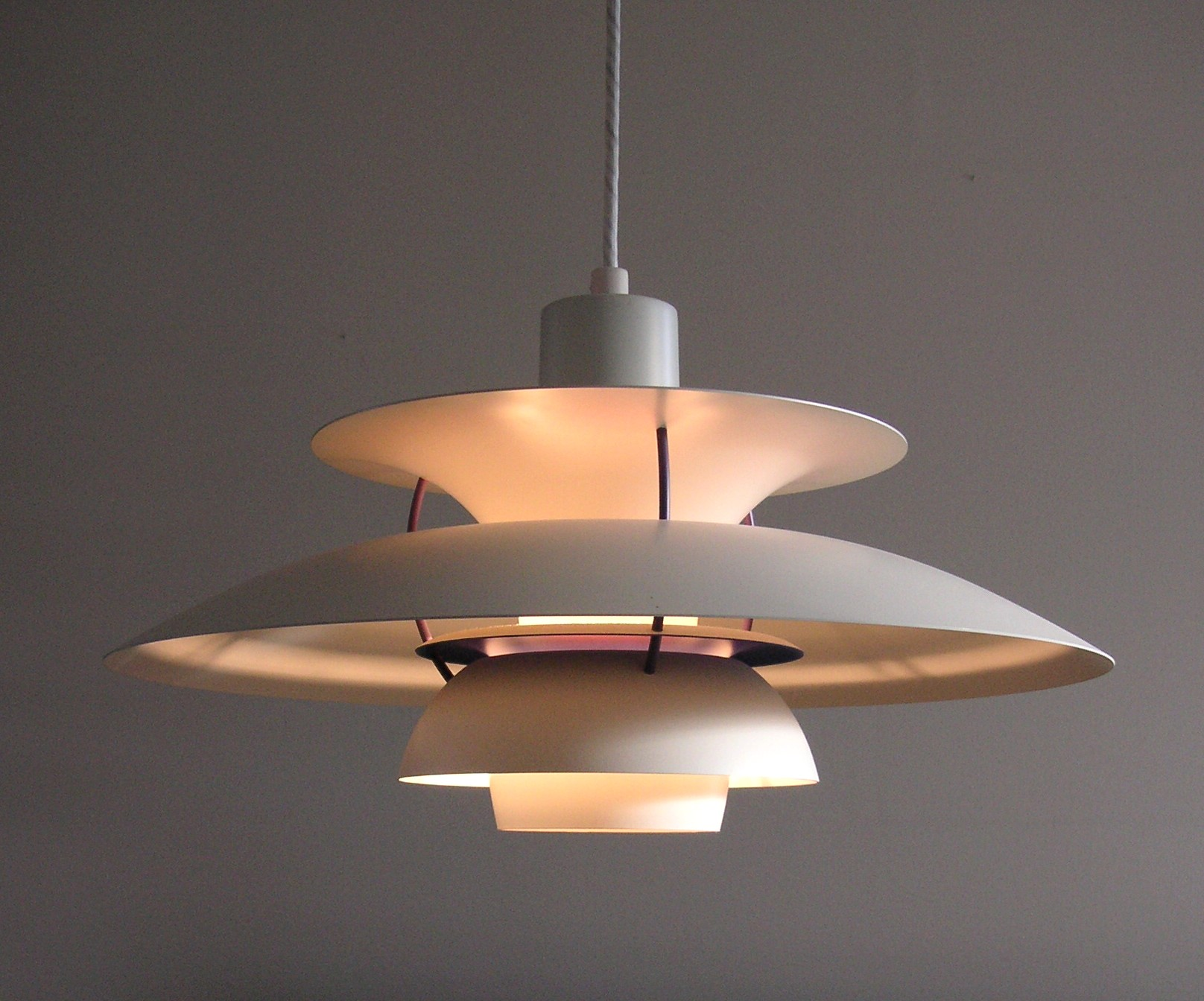

## 作品
- PH燈
- PH大鋼琴和立型小鋼琴（1931年）
- 7-point（1933年）
- Bedside table lamp（1936年）
- PH洋薊（1958年）
- PH Koglen（1958年）

## 外部連結
- Poul Henningsen lamps at Danish Furniture
- www.phpianos.com（页面存档备份，存于）